# Карденас (Куба)
Карденас (шп. Cárdenas) је град на Куби у покрајини Матанзас. Према процени из 2011. у граду је живело 98.243 становника.

## Становништво
Према процени, у граду је 2011. живело 98.243 становника.
| 1991.  | 2011.  |
| ------ | ------ |
| 79.028 | 98.243 |